# مریم حسان
مریم حسان (عربی: مریم حسان؛ ۱۹۵۸ – ۲۲ اوت ۲۰۱۵) یک خواننده اهل صحرای غربی بود. وی بین سال‌های ۱۹۷۶ تا ۲۰۱۵ میلادی فعالیت می‌کرد. او اکثر آثارش را به زبان عربی حسانیه (زبان عربی که مردم صحرا و موریتانی صحبت می‌کنند) و گهگاهی به زبان اسپانیایی می‌خواند.